# 谷内昭
谷内 昭（やち あきら、1929年（昭和4年）11月3日 - 2004年（平成16年）10月19日）は、日本の医学者。消化器癌研究の第一人者。学位は、医学博士。元札幌医科大学学長。指導教授は札幌医科大学5代学長・和田武雄。門下生に、札幌医科大学第9代学長、東京大学医科学研究所附属病院長）・今井浩三、北海道大学遺伝子病制御研究所教授・髙岡晃教などがいる。

## 来歴
1954年北海道大学医学部卒業。1961年札幌医科大学大学院医学研究科修了。1961年同医学部内科学教室助手。1966年同医学部内科学第一講座講師。1973年同医学部内科学第一講座助教授。1980年同医学部内科学第一講座教授。1990年札幌医科大学副学長・札幌医科大学附属病院長。1992年札幌医科大学学長に就任。1998年同学長退任。札幌医科大学名誉教授。
2004年10月19日、心筋梗塞のため死去。

## 受賞歴
- 児玉賞（1966年）
- 北海道医師会賞（1981年）
- 北海道知事賞（1981年）
- 北海道科学技術賞（1987年）

## 業績
- 『消化器病セミナー 30 消化器癌と腫瘍マーカー』（へるす出版、2000年）
- 今井浩三・高久史麿と共編『癌の新しい遺伝子診断と治療』（医薬ジャーナル社、1996年）
- 末舛恵一と共編『癌と免疫』（メジカルビュー社、1993年）
- 阿部薫と共編『消化器癌の分子生物学的面からみた病態とその機序』（東洋書店、1992年）
- 永森静志と共編『細胞レベルからみた消化器の機能』（日本医学館、1990年）
- 鎌田武信と共編『消化器疾患の防御機構』（現代医療社、1990年）
- 『消化器癌と腫瘍マーカー : 最近の進歩と臨床応用』（編著、へるす出版、1988年）
- 末舛恵一・橋本嘉幸・浜岡利之と共編『図説臨床「癌」シリーズ  no.19（第2版）』（メジカルビュー社、1987年）